# Спортивна (станція метро, Москва)
55°43′23″ пн. ш. 37°33′49″ сх. д. / 55.72306° пн. ш. 37.56361° сх. д.
«Спорти́вна» (рос. Спортивная) — станція Московського метрополітену, Сокольницької лінії. Відкрита 1 травня 1957. Розташована між станціями «Фрунзенська» і «Воробйові гори», на території району Хамовники Центрального адміністративного округу Москви.
Разом зі станціями «Студентська», «Воробйові гори», «М'якініно» і «Кузнецький міст», одна з п'яти в Московському метрополітені, до якої не підходить жоден з маршрутів міського наземного транспорту — безпосередньо повз південний вестибюль проходить кілька автобусних маршрутів, проте найближча їх зупинка розташована тільки на відстані 500 метрів від станції.

## Вестибюлі
Станція має два наземних вестибюлі. Північний вестибюль знаходиться на вулиці 10-річчя Жовтня. Південний вестибюль знаходиться на Хамовницькому Валу. На другому і третьому поверхах південного вестибюля розташовано безкоштовний Народний музей Московського метрополітену.

Північний вестибюль
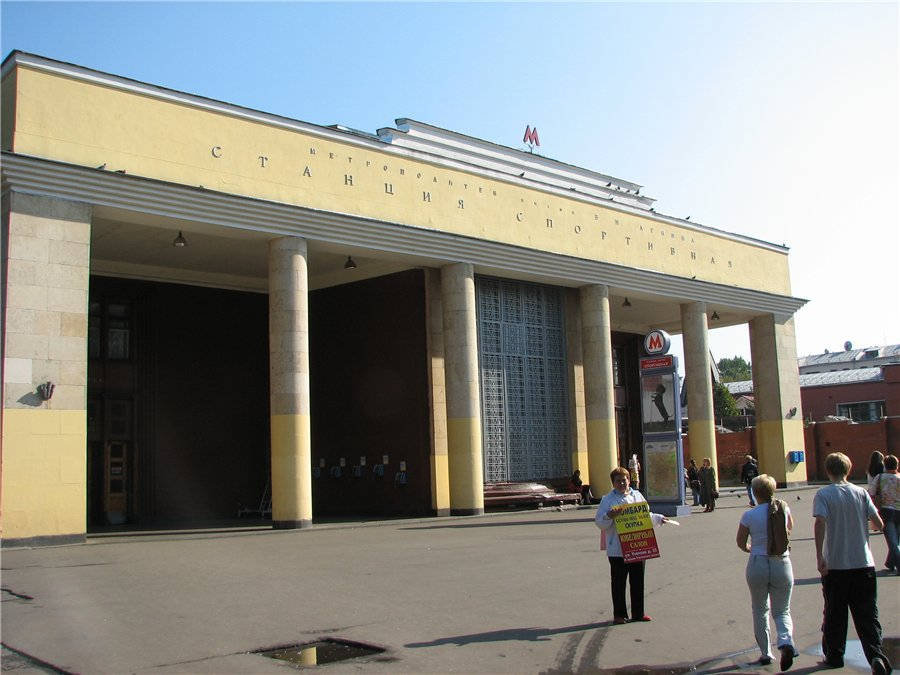
Північний вестибюль. 23 вересня 2006.
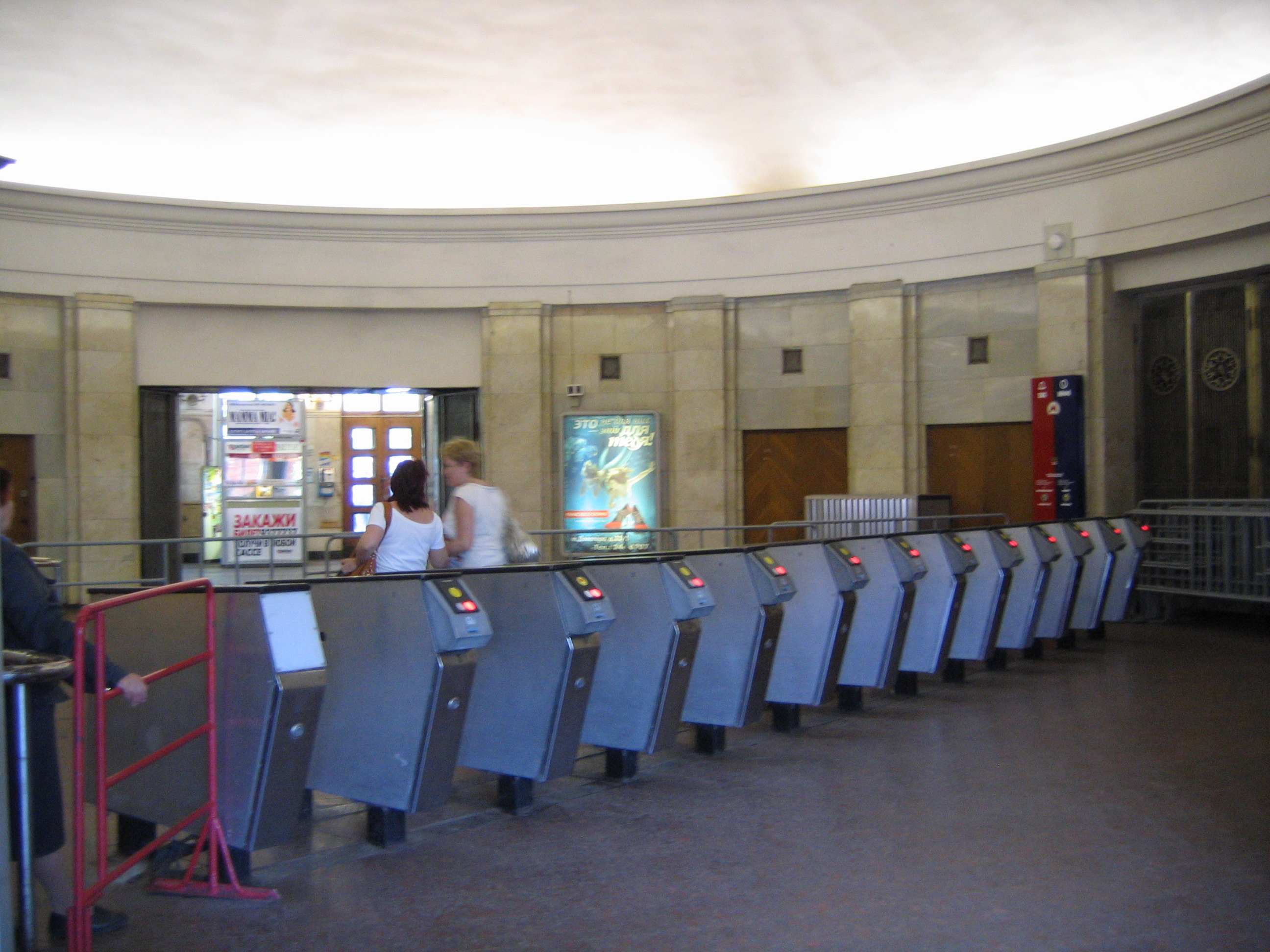
Усередині північного вестибюля. 26 травня 2007.

Південний вестибюль
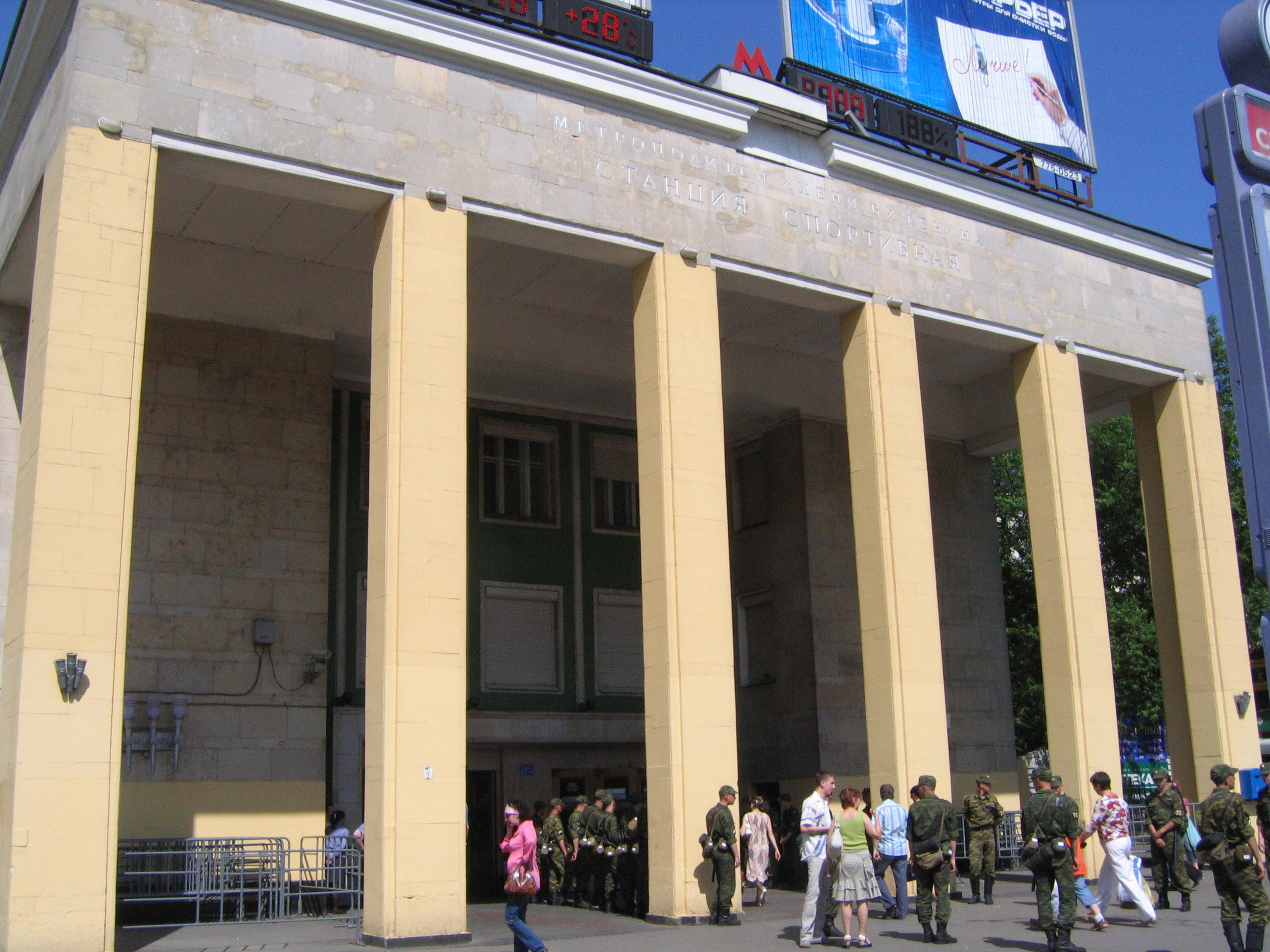
Південний вестибюль. 26 травня 2007
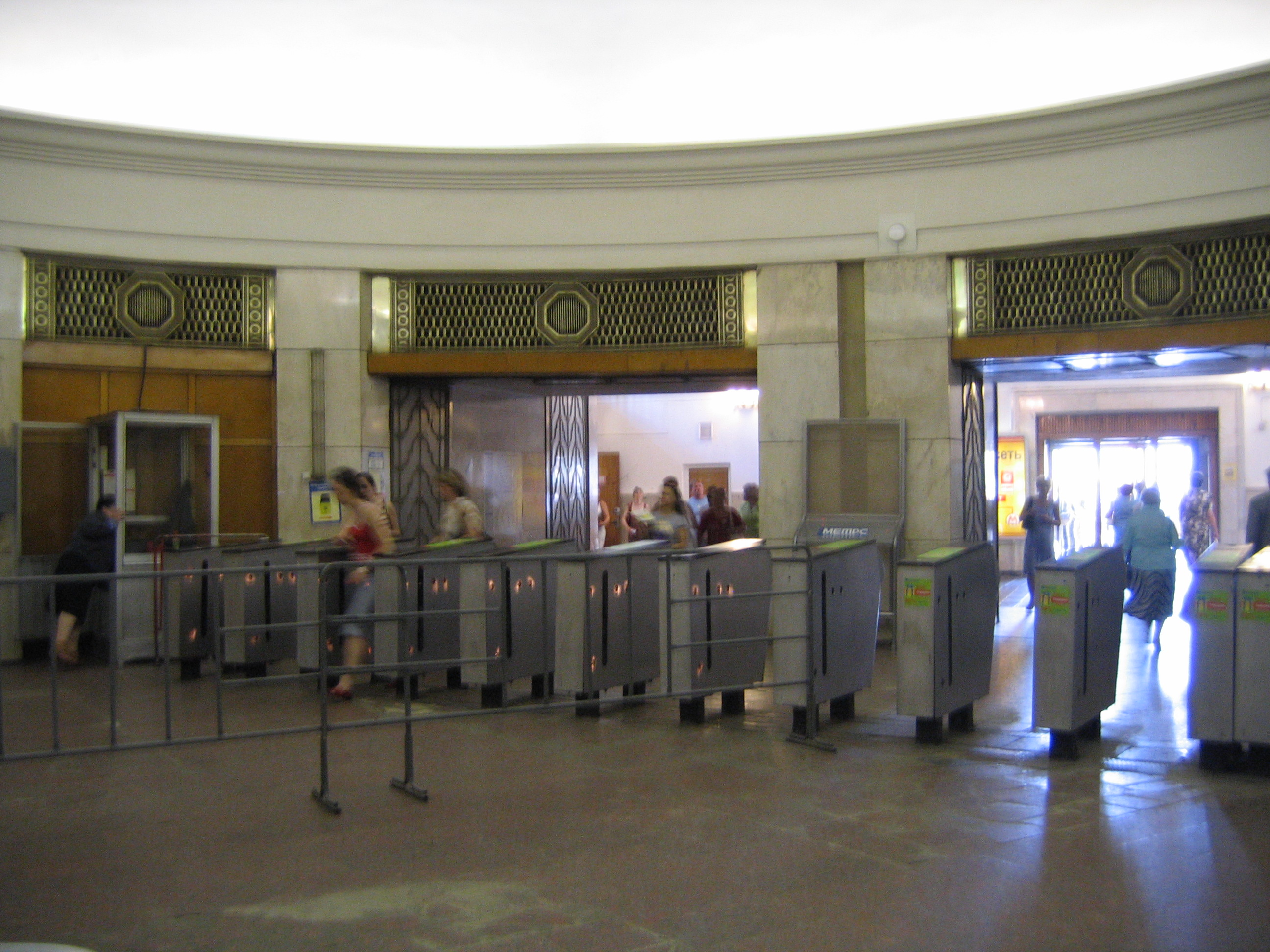
Усередині південного вестибюля. 26 травня 2007

## Пересадки
- Станція МЦК  Лужники
- Автобуси: 64, 216, 255, 806, 809, м3, с12

## Технічна характеристика
Конструкція станції — пілонна трисклепінна (глибина закладення — 42 м) з однією прямою острівною платформою. Діаметр центрального залу — 9,5 м, бокових — 8,5 м. Оправа із чавунних тюбінгів.

## Оздоблення
Склепіння станційного залу підтримують два ряди масивних пілонів, оздоблених білим мармуром і прикрашених зверху бордюром із зеленого мармуру. Колійні стіни оздоблені глазурованою керамічною плиткою: вгорі — білого кольору, низ — чорного. Склепіння залу оброблено тисненими азбоцементними плитами. Стіни проходів і ескалаторних тунелів оздоблені білим мармуром. На пілонах укріплені кришталеві світильники. Підлога викладена орнаментом із плит чорного, сірого і червоного граніту.

## Колійний розвиток

Колійний розвиток станції «Спортивна»

Станція з колійним розвитком — 3 стрілочних переводи, пошерсний з'їзд і 1 станційна колія для відстою рухомого складу, пов'язана за тунельним затвором з Д6.